# Yu-Gi-Oh! The Movie: Pyramid of Light
Yu-Gi-Oh! The Movie: Pyramid of Light, lançado no Japão como Yu-Gi-Oh! Duel Monsters: Pyramid of Light (遊戯王デュエルモンスターズ 光のピラミッド, Yūgiō Dyueru Monsutāzu Hikari no Piramiddo, lit. "Rei dos Jogos! Monstros de Duelo: Pirâmide de Luz") (no Brasil, Yu-Gi-Oh! O Filme: Pirâmide de Luz) é um filme de animação japonês e americano produzido pela Nihon Ad Systems e baseado no anime Yu-Gi-Oh! Duel Monsters que, por sua vez, é baseado no manga homônimo escrito por Kazuki Takahashi.
O filme estreou nos Estados Unidos antes do que no Japão, tendo sido encomendado pela 4Kids Entertainment, e foi lançado nos cinemas em 13 de agosto de 2004. No Japão, o filme estreou em 3 de novembro de 2004 e foi ao ar na TV Tokyo no dia 2 de janeiro de 2005, que utilizou os nomes, efeitos sonoros originais e trilha sonora original da versão japonesa do anime e contou com 12 minutos de duração a mais. No Brasil, o filme estreou em 3 de setembro de 2004, apenas três semanas após sua estreia nos EUA.

## Sinopse
Na cronologia da série de anime, o filme se passa entre as sagas "Cidade das Batalhas" e "Lacre de Orichalcos".
Quando o garoto Yugi Muto conseguiu montar o quebra-cabeça do Enigma do Milênio, ele libertou um antigo Faraó, mas uma coisa que ele nunca soube é que, juntamente com o faraó, ele libertou Anúbis, o Deus Egípcio da Morte.
Três anos depois, Seto Kaiba está procurando um meio de derrotar as cartas de Deuses Egípcios de Yugi. Então ele vai a ilha de Maximillion Pegasus, o criador do jogo de cartas Monstros de Duelo. Uma estranha criatura coloca uma carta a mais no baralho de Pegasus. Kaiba derrota Pegasus em um duelo. Como Pegasus apostou uma carta que derrotaria os Deuses Egípcios, Kaiba a pega, mas acaba pegando, também, a carta que a suposta criatura colocou. Depois, Kaiba desafia Yugi para um duelo e acaba derrotando seus Deuses Egípcios, mas aprisiona os dois numa pirâmide azul gigante, a Pirâmide de Luz. Minutos antes disso, um museu que continha uma múmia e uma nova relíquia do milênio descoberta, foi roubado. Contudo o avô de Yugi, Solomon Muto, lembra de uma profecia, que Anúbis tentou acabar com o mundo 5.000 anos atrás, e algum dia voltaria e tentaria novamente.
Anúbis ressurge nas areias do Egito e deseja se vingar daquele que o havia derrotado anteriormente: o Faraó, alter-ego de Yugi.